# Richland County, Illinois
Richland County är ett administrativt område i delstaten Illinois, USA, med 16 233 invånare. Den administrativa huvudorten (county seat) är Olney.

## Geografi
Enligt United States Census Bureau så har countyt en total area på 938 km². 933 km² av den arean är land och 5 km² är vatten.

### Angränsande countyn
- Jasper County - nord
- Crawford County - nordost
- Lawrence County - öst
- Wabash County - sydost
- Edwards County - syd
- Wayne County - sydväst
- Clay County - väst

## Större orter
- Olney med 8 600 invånare